# Podedvorský mlýn
Podedvorský Mlýn (též Podedvory) je bývalý mlýn na řece Blanici u obce Dvory, v nadmořské výšce 540 metrů. Řeka za mlýnem protéká hlubokým, skalnatým údolím a mění směr ze severního na východní.
Při mlýnu byla postavena pila. Mlýn zanikl, pila funguje i v současnosti – sídlí zde firma Pila a dřevovýroba Podedvory Za areálem dřevařského závodu, cca 100 m po proudu se na levém břehu nachází hydrologická stanice.

## Povodně
Při povodni v srpnu 2002 zde bylo zaplaveno dvanáct rekreačních objektů a areál dřevařského závodu. V záplavovém území nejsou žádné trvale osídlené nemovitosti. Povodňová činnost zde byla zaznamenána rovněž 3. prosince 2007. V důsledku oteplení a vytrvalého deště zde Blanice dosáhla prvního stupně povodňové aktivity.

## Galerie

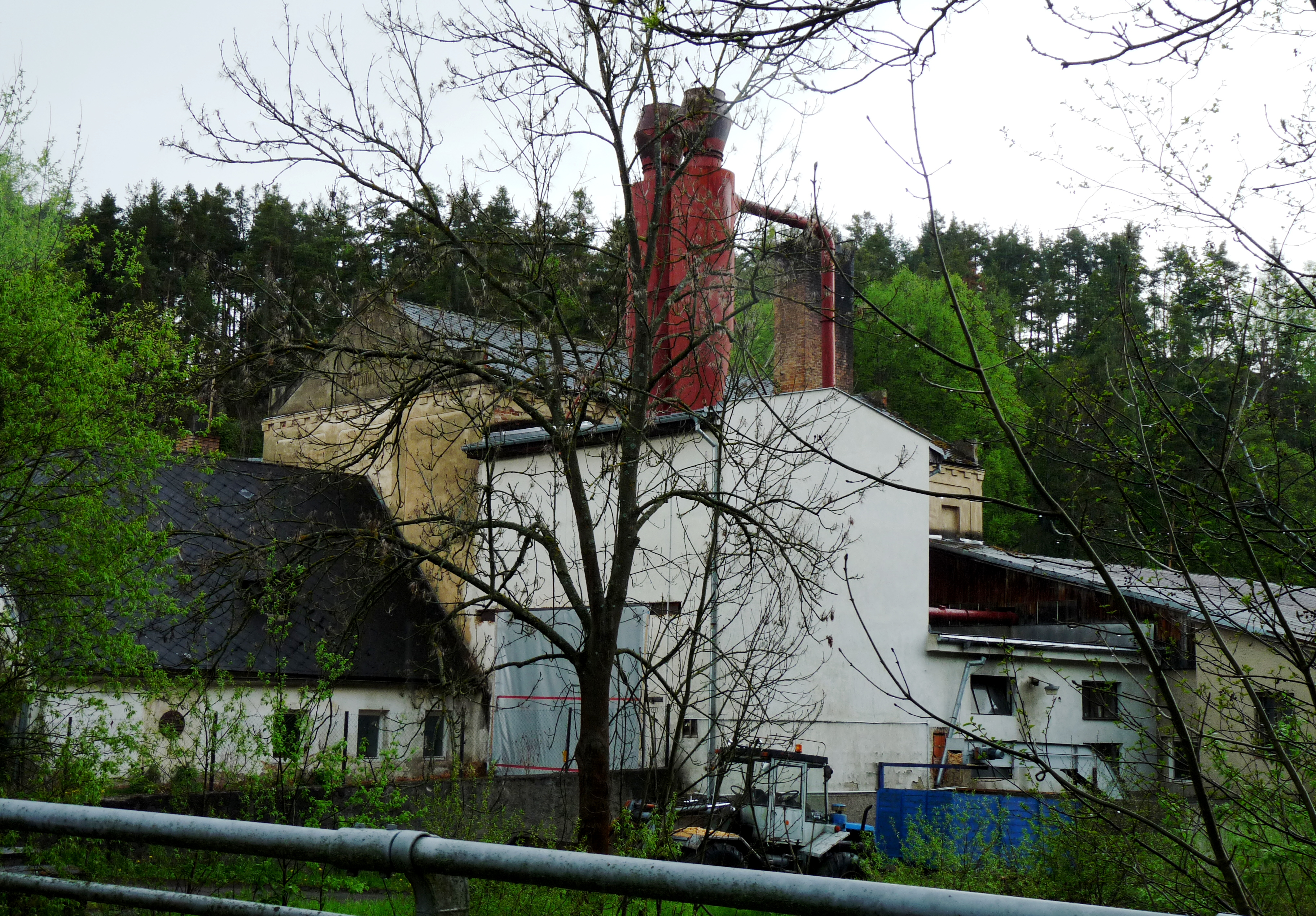
Pohled od jihu
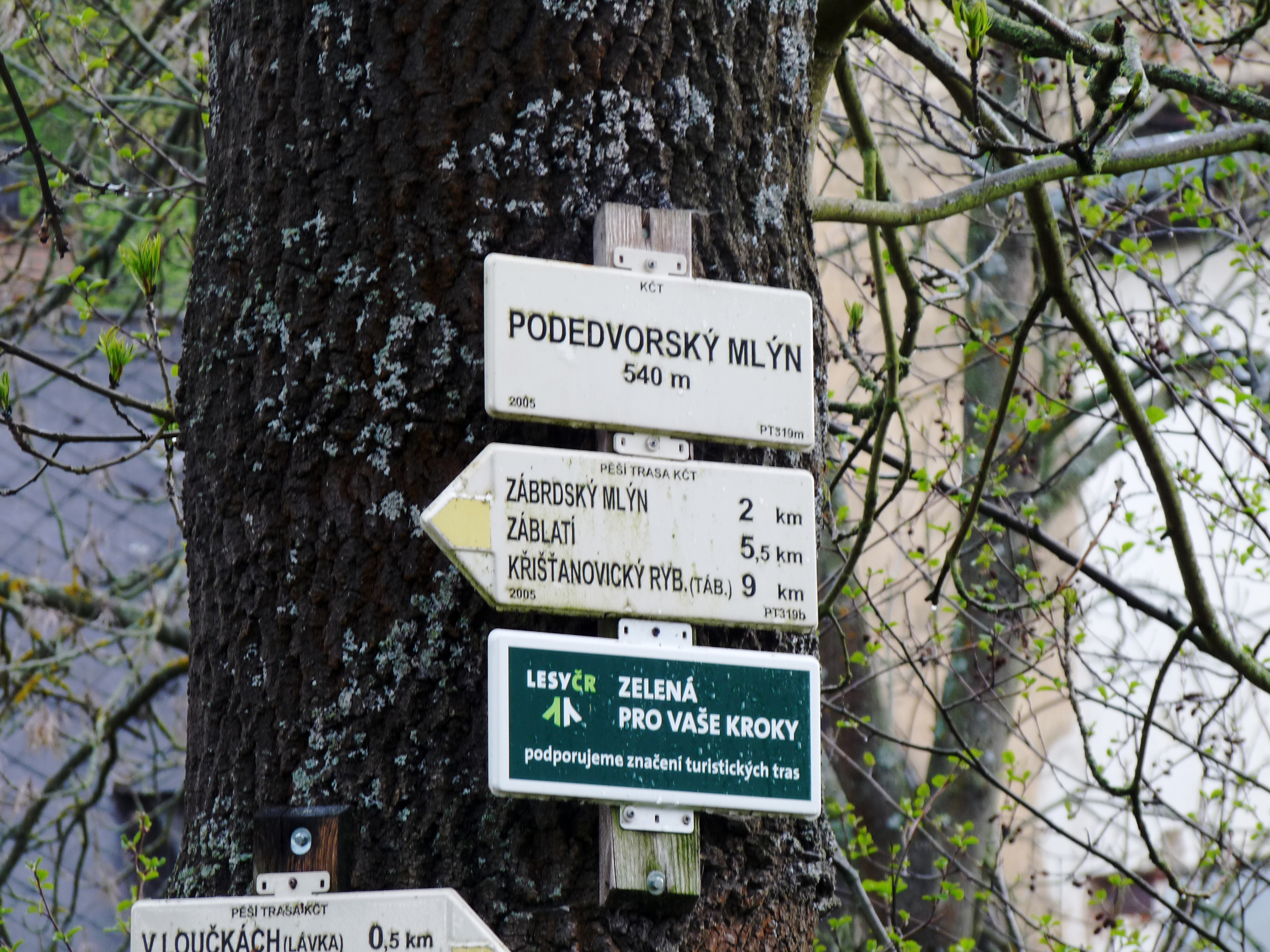
Turistický rozcestník severně od areálu
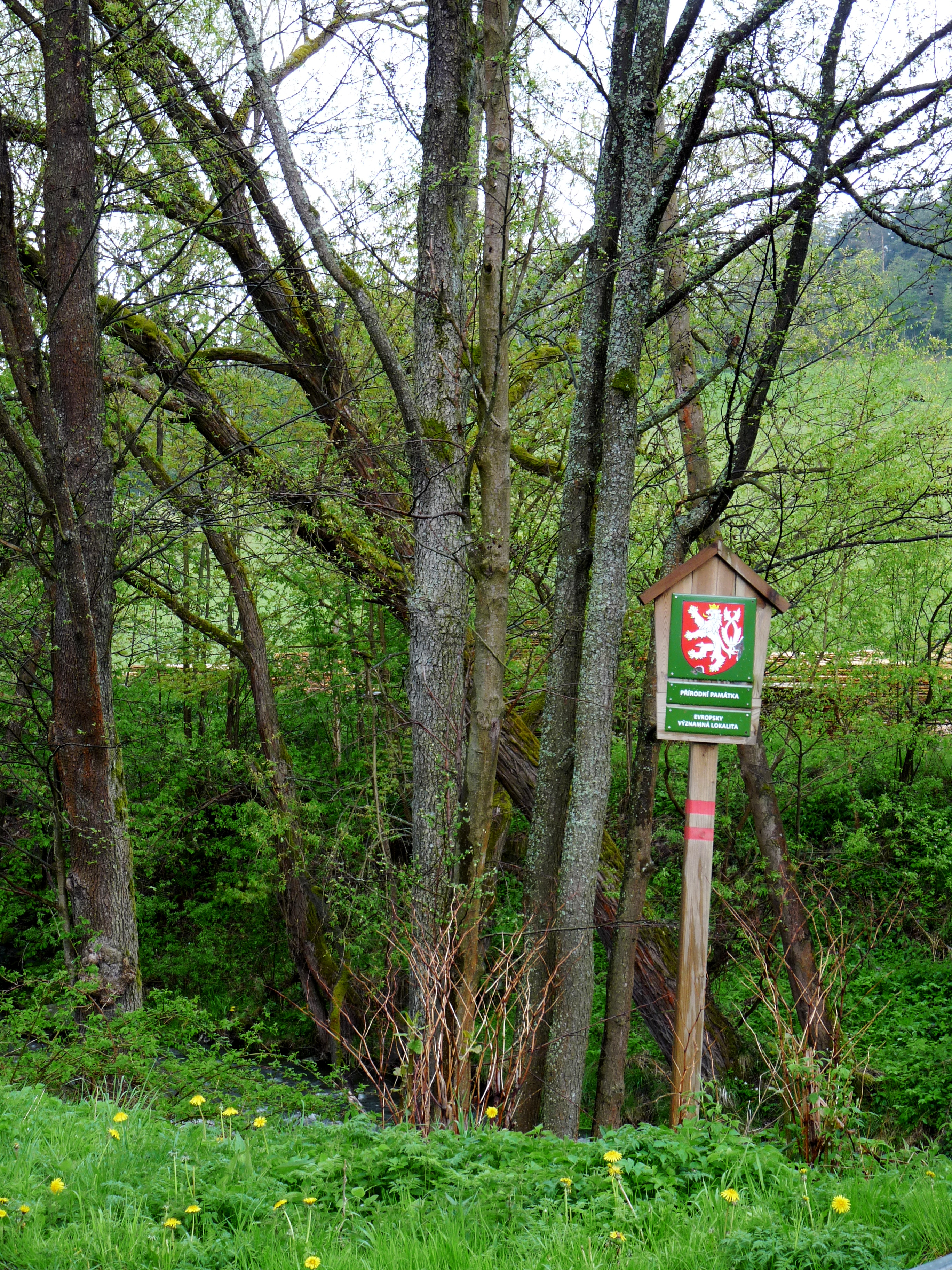
Cedule přírodní památky Blanice u Podedvorského mlýna